# Tihomir Kosztadinov
Tihomir Kosztadinov (macedónul: Тихомир Костадинов; Valandovo, 1996. március 4. –) macedón válogatott labdarúgó, a Piast Gliwice játékosa.

## Pályafutása

### Klubcsapatokban
Pályafutása elején megfordult a Tiverija, a szerb Moravac Mrštane és a Teteksz csapatainál. A 2015–16-os szezonban a szlovák Dukla Banská csapatát erősítette. A következő szezonban a ViOn Zlaté Moravce csapatában lépett pályára. 2017 és 2022 között a Ružomberok csapatában több mint 100 tétmérkőzésen képviselte klubját, ahol 2017. szeptember 13-án a kupában mesterhármast szerzett a Levoca ellen 9–0-ra megnyert találkozón. Október 21-én megszerezte az első bajnoki gólját a Senica ellen. 2021. december 23-án jelentette be, hogy a lengyel Piast Gliwice csapatába igazol. Február 9-én a Górnik Zabrze elleni kupa mérkőzésen mutatkozott be. Április 9-én a Górnik Łęczna elleni bajnoki mérkőzésen szalagszakadást szenvedett.

### A válogatottban
Többszörös korosztályos válogatott és részt vett a 2017-es U21-es Európa-bajnokságon. 2019. november 16-án mutatkozott be a felnőtt válogatottban az Ausztria ellen 2–1-re elvesztett 2020-as labdarúgó-Európa-bajnokság selejtező találkozón. A 2021-ben megrendezett 2020-as labdarúgó-Európa-bajnokságra utazó válogatott keret tagja volt.

## Statisztika
2022. március 29-i állapotnak megfelelően.
| Macedónia | Macedónia       | Macedónia |
| Év        | Pályára lépések | Gólok     |
| --------- | --------------- | --------- |
| 2019      | 2               | 0         |
| 2020      | 6               | 0         |
| 2021      | 10              | 0         |
| 2022      | 1               | 0         |
| 2023      | 0               | 0         |
| Összesen  | 19              | 0         |